# Kulturna difuzija
Kulturna difuzija u kulturnoj antropologiji i kulturnoj geografiji širenje je kulturnih predmeta kao što su ideje, stilovi, religije, tehnologije, jezici među pojedincima, bilo unutar jedne kulture ili iz jedne kulture u drugu.  
Konceptualizirao ju je Leo Frubenius u svojoj publikaciji Der westafrikanische Kulturkrijes iz 1897./1898. Razlikuje se od širenja inovacija unutar određene kulture. Primjeri difuzije uključuju širenje ratnih kola i taljenje željeza u antičko doba, te prenošenje određenih poljoprivrednih kultura kopiranjem ili nekom drugom tehnikom širenja.

## Vrste
Definirano je pet glavnih vrsta kulturne difuzije:
- Ekspanzijsko širenja: inovacija ili ideja koja se razvija u izvornom području i tamo ostaje jaka, dok se također širi prema van na druga područja. To može uključivati hijerarhijsku, poticajnu i zaraznu difuziju.
- Širenje preseljenja: ideja ili inovacija koja migrira u nova područja, ostavljajući za sobom svoje podrijetlo ili izvorno kulturno obilježja.
- Hijerarhijska difuzija: ideja ili inovacija koja se širi prelaskom iz većih u manja mjesta, često bez obzira na udaljenost između mjesta i često pod utjecajem društvenih elita.
- Zarazna difuzija: ideja ili inovacija koja se širi na temelju kontakta s osobe na osobu unutar određene populacije bez obzira na hijerarhije. HIV/AIDS se prvo proširio urbanim četvrtima (hijerarhijska difuzija), a zatim se proširio prema van (zarazna difuzija).[1]
- Difuzija poticaja: ideja ili inovacija koja se širi na temelju svoje vezanosti za drugi koncept. Javlja se kada se određena ideja odbaci, ali se usvoji temeljni koncept. Rani sibirski ljudi pripitomili su sobove tek nakon što su bili izloženi pripitomljenoj stoci koju su uzgajale kulture na njihovom jugu. Nije im bila potrebna stoka, ali ideja o pripitomljenim stadima im se svidjela, pa su počeli pripitomljavati sobove, životinju koju su dugo lovili.[2]

## Mehanizmi
Međukulturalna difuzija može se dogoditi na mnogo načina. Migrirajuće stanovništvo sa sobom će nositi svoju kulturu. Ideje mogu nositi transkulturalni posjetitelji, kao što su trgovci, istraživači, vojnici, diplomati, robovi i unajmljeni zanatlije. Do širenja tehnologije često je dolazilo tako što je jedno društvo namamilo kvalificirane znanstvenike ili radnike plaćanjima ili drugim poticajima. Transkulturalni brakovi između dviju susjednih ili isprepletenih kultura također su pridonijeli. Među pismenim društvima, širenje se može dogoditi putem pisama, knjiga i, u moderno doba, putem elektroničkih medija.
Postoje tri kategorije mehanizama difuzije:
- Izravna difuzija događa se kada su dvije kulture vrlo blizu jedna drugoj, što rezultira miješanim brakovima, trgovinom, pa čak i ratovima. Primjer izravne difuzije je između Sjedinjenih Američkih Država i Kanade, gdje se ljudi koji žive na granici ove dvije zemlje bave hokejom, koji je započeo u Kanadi, i bejzbolom, koji je popularan u američkoj kulturi.
- Prisilna difuzija događa se kada jedna kultura podjarmi (osvaja ili porobi) drugu kulturu i nameće vlastite običaje pokorenom narodu. Primjer bi bila prisilno pokrštavanje autohtonih naroda Amerike od strane Španjolaca, Francuza, Engleza i Portugalaca, ili prisilna islamizacija zapadnoafričkih naroda od strane Fula ili Nuristanaca od strane Afganistanaca.
- Neizravna difuzija se događa kada se osobine prenose iz jedne kulture preko posrednika u drugu kulturu, a da prva i konačna kultura nisu u izravnom kontaktu. Primjer bi mogla biti prisutnost meksičke hrane u Kanadi budući da se veliki teritorij (Sjedinjene Američke Države) nalazi između.

Izravna difuzija bila je uobičajena u davna vremena kada su male skupine ljudi živjele u susjednim naseljima. Neizravna difuzija uobičajena je u današnjem svijetu zbog masovnih medija i izuma Interneta. Zanimljiv je i rad američkog povjesničara i kritičara Daniela J. Boorstina u njegovoj knjizi The Discoverers, u kojoj daje povijesnu perspektivu o ulozi istraživača u širenju inovacija između civilizacija.

## Teorije
Brojni modeli koji su predloženi za međukulturnu difuziju su:
- Migracionizam, širenje kulturnih ideja postupnim ili naglim kretanjem stanovništva.
- Difuzionizam kulturnih krugova (Kulturkreise), teorija da su kulture nastale iz malog broja kultura.
- " Kulturkugel " (njemačka složenica koja znači "kulturni metak", skovao J.P. Mallory), mehanizam koji je predložio Mallory[3] za modeliranje razmjera invazije nasuprot postupnoj migraciji nasuprot difuziji. Prema tom modelu, lokalni kontinuitet materijalne kulture i društvene organizacije jači je od jezičnog kontinuiteta, tako da kulturni kontakt ili ograničena migracija redovito dovode do jezičnih promjena bez utjecaja na materijalnu kulturu ili društvenu organizaciju.[4]
- Hiperdifuzionizam, teorija da su sve kulture nastale iz jedne kulture.

Koncept koji se često spominjao u tom smislu, a koji se može uokviriti modelom evolucijskog difuzionizma, jest koncept "ideja čije je vrijeme došlo"—pri čemu se nova kulturna stavka pojavljuje gotovo istovremeno i neovisno na nekoliko međusobno razdvojenih mjesta, nakon što su se određene preduvjetne stavke raširile po dotičnim zajednicama. Na ovaj koncept su se pozvali Newton i Leibnitz s obzirom na neovisni razvoj kalkulusa, te izume aviona i elektroničkog računala.

## Hiperdifuzionizam
Hiperdifuzionisti poriču da su se paralelna evolucija ili nezavisni izumi odvijali u bilo kojoj velikoj mjeri kroz povijest; oni tvrde da se svi veliki izumi i sve kulture mogu pratiti unatrag do jedne kulture.
Rane teorije hiperdifuzionizma mogu se pratiti do ideja o tome da je Južna Amerika izvorište čovječanstva. Antonio de León Pinelo, Španjolac koji se nastanio u Boliviji, tvrdio je u svojoj knjizi Paraíso en el Nuevo Mundo da su se Edenski vrt i stvaranje čovjeka dogodili u današnjoj Boliviji i da je ostatak svijeta naseljen migracijama od tamo. Slične ideje zastupao je i Emeterio Villamil de Rada; u svojoj knjizi La Lengua de Adán pokušao je dokazati da je Aymara izvorni jezik čovječanstva i da je čovječanstvo poteklo iz Sorate u bolivijskim Andama. Prva znanstvena obrana čovječanstva koja potječe iz Južne Amerike došla je od argentinskog paleontologa Florentina Ameghina 1880. godine, koji je objavio svoje istraživanje u La antigüedad del hombre en el Plata.
Rad Graftona Elliota Smitha potaknuo je oživljavanje hiperdifuzionizma 1911. Ustvrdio je da se znanje o proizvodnji bakra proširilo iz Egipta u ostatak svijeta zajedno s megalitskom kulturom. Smith je tvrdio da su sve glavne izume napravili stari Egipćani i da su ih u ostatak svijeta prenijeli migranti i putnici. Njegovi su pogledi postali poznati kao "egiptocentrični hiperdifuzionizam". William James Perry razradio je Smithovu hipotezu koristeći se etnografskim podacima. Drugi hiperdifuzionist bio je Lord Raglan ; u svojoj knjizi Kako je nastala civilizacija (1939.) napisao je da je umjesto iz Egipta sva kultura i civilizacija došla iz Mezopotamije .  Hiperdifuzionizam nakon toga nije u potpunosti nestao, ali ga je glavna akademska zajednica općenito napustila.

## Srednjovjekovna Europa
Teorija difuzije je napredovala {prema komu} kao objašnjenje za " europsko čudo ", usvajanje tehnoloških inovacija u srednjovjekovnoj Europi koje su do 19. stoljeća kulminirale europskim tehnološkim dostignućima koja su nadmašila islamski svijet i Kinu. Tehnološki uvoz u srednjovjekovnu Europu uključuje barut, satne mehanizme, brodogradnju, papir i vjetrenjače. Međutim, u svakom od ovih slučajeva, Europljani ne samo da su usvojili tehnologiju, već su poboljšali proizvodni opseg, inherentnu tehnologiju i primjene do točke koja jasno nadmašuje evoluciju izvornog izuma u zemlji porijekla.
Neki povjesničari također postavljaju pitanje duguje li Europa razvoj izuma poput baruta, kompasa, vjetrenjača ili tiskarstva doista kineskoj ili drugim kulturama.
Međutim, povjesničar Petar Frankopan tvrdi da su utjecaji, posebice trgovina, preko Bliskog istoka i središnje Azije do Kine putevima svile zanemareni u tradicionalnim povijestima "uspona Zapada". On tvrdi da je renesansa financirana trgovinom s istokom (zbog propasti Bizanta u rukama Venecije i Četvrtog križarskog rata), te da je trgovina omogućila dijeljenje ideja i tehnologije s Europom. Ali stalno ratovanje i suparništvo u Europi značilo je da je postojao ekstremni evolucijski pritisak za razvijanje ovih ideja za vojnu i ekonomsku prednost, i očajničku potrebu da se one koriste u širenju.

## Sporovi
Dok je koncept difuzije općenito dobro prihvaćen, nagađanja o postojanju ili opsegu difuzije u nekim specifičnim kontekstima žestoko su osporavana. Primjer takvih sporova je prijedlog Thora Heyerdahla da su sličnosti između kulture Polinezije i pretkolumbovskih civilizacija Anda posljedica širenja s potonjih na prve - teorija koja trenutno ima malo pristalica među profesionalnim antropolozima.